# 雨宮史卓
雨宮 史卓（あめみや ふみたか）は、日本の商学者。日本大学商学部教授。専門分野は広告・マーケティング戦略。

## 略歴
- 1991年：獨協大学経済学部経営学科 卒業
- 1994年：日本大学大学院商学研究科 博士前期課程 修了
- 1999年：日本大学大学院商学研究科 博士後期課程 単位取得満期退学
- 1999年 - 2000年：日本大学商学部商学研究所 研究員
- 2000年 - 2004年：日本大学短期大学部商経学科 専任講師
- 2004年 - 2007年：日本大学短期大学部商経学科 助教授
- 2005年 ‐ 2008年：静岡県地域観光カリスマ育成講座マーケティング部門 担当講師
- 2006年 - 2008年：東横学園女子短期大学 非常勤講師
- 2006年 - 2008年：日本郵政公社郵政総合研究所 客員研究員
- 2007年 - 2009年：日本大学短期大学部商経学科 准教授
- 2007年 ‐ 2009年：財団法人食品産業センター 地域食品ブランド育成・管理総合検討委員会 委員
- 2009年 - 2013年：日本大学短期大学部商経学科 教授
- 2010年 - 2011年：ニューヨーク州立大学ストーニーブルック校 長期海外派遣研究員
- 2013年 - 2016年：日本大学短期大学部ビジネス教養学科 教授
- 2016年 - 2025年：日本大学通信教育部商学部商業学科 教授
- 2021年 - 2025年：日本大学大学院総合社会情報研究科 教授
- 2025年 - ：日本大学商学部 教授

## 著書

### 単著
- 『ブランド・コミュニケーションと広告』（2009年、八千代出版）
- 『広告コミュニケーション』（2020年、八千代出版）

### 共編著
- 梅沢昌太郎 編著『マーケティング流通戦略』（2001年、白桃書房）
- 日本大学商学部マーケティング研究会 編『マーケティング・ソリューション』（2001年、白桃書房）
- 梅沢昌太郎・雨宮史卓 著『マーケティング論概説』（2005年、記録舎）
- 千谷基雄 編著『日本とアメリカ 経営から文化まで』（2007年、なでしこ出版）
- 嶋村紘輝・酒井徹 編著『経済と消費者』（2009年、慶應義塾大学出版会）
- 梅沢昌太郎 編著『現代商業学』（2010年、慶應義塾大学出版会）
- 雨宮史卓 編著『マーケティング論』（2022年、弘文堂）